# Lankascincus
Lankascincus – rodzaj jaszczurek z podrodziny Ristellinae w rodzinie scynkowatych (Scincidae).

## Zasięg występowania
Rodzaj obejmuje gatunki występujące endemicznie w Sri Lance. 

## Systematyka

### Etymologia
Lankascincus: Sri Lanka; łac. scincus „rodzaj jaszczurki, scynk”.

### Podział systematyczny
Do rodzaju należą następujące gatunki:
- Lankascincus deignani (Taylor, 1950)
- Lankascincus dorsicatenatus (Deraniyagala, 1953)
- Lankascincus fallax (Peters, 1860)
- Lankascincus gansi Greer, 1991
- Lankascincus merrill Wickramasinghe, Vidanapathirana & Wickramasinghe, 2020
- Lankascincus sameerai Kanishka, Danushka & Amarasinghe, 2020
- Lankascincus sripadensis Mendis Wickramasinghe, Rodrigo, Dayawansa & Jayantha, 2007
- Lankascincus taprobanensis (Kelaart, 1854)
- Lankascincus taylori Greer, 1991